# Хорезу
Хорезу (рум. Horezu) град је у у средишњем делу Румуније, у историјској покрајини Влашка. Хорезу је град у округу Валча.
Хорезу према последњем попису из 2002. године има 6.807 становника.
Градић Хорезу познат је по истоименом манастиру Хорезу. Дати манастир је веома важно духовно средиште Румунске Православне Цркве и место ходочашћа, а због својих изванредних уметничких вредности стављен је на списак светске баштине УНЕСКО-а. Град је такђе познат по традиционалној грнчарији.

## Географија
Хорезу је смештен у средишњој Румунији, на 110 километара северно од најближег већег града Крајове.
Град Хорезу налази се у северном делу покрајине Влашке, на око 450 метара надморске висине. Град лежи подно Карпата.

## Становништво
У односу на попис из 2002, број становника на попису из 2011. се смањио.
| 1977. | 1992. | 2002. | 2011. |
| ----- | ----- | ----- | ----- |
| 5.536 | 7.282 | 7.446 | 6.263 |

Румуни чине већину становништва Хорезуа, а од мањина присутни су само Роми.